# Cryptocephalus terolensis
Cryptocephalus terolensis is een keversoort uit de familie bladkevers (Chrysomelidae). De wetenschappelijke naam van de soort werd in 1908 gepubliceerd door Maurice Pic.